# Crims al Bàltic: Bones notícies

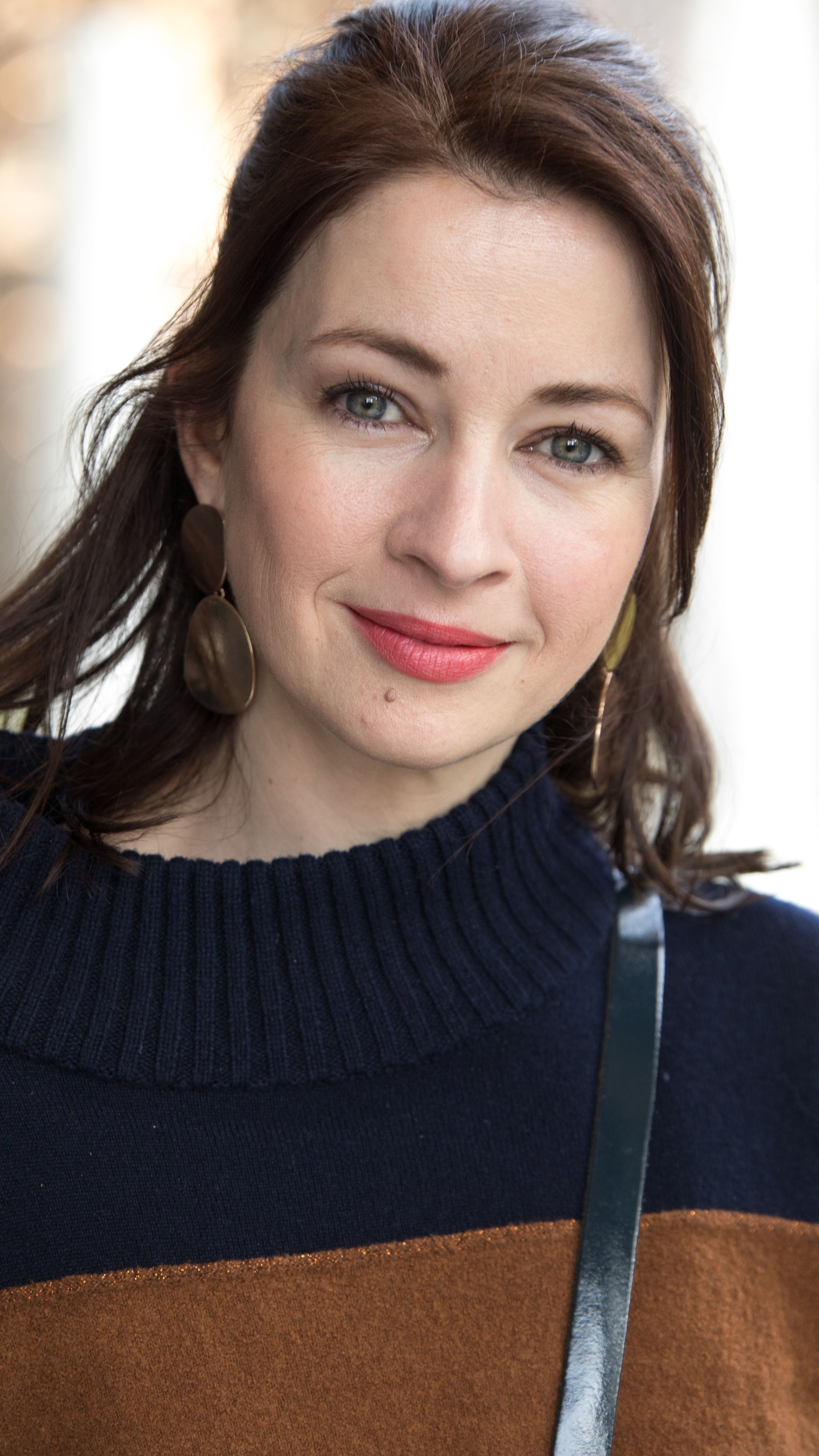
Loretta Stern interpreta la víctima d'assassinat Sandra Berger (foto del 2018).

Crims al Bàltic: Bones notícies (títol original en alemany, Der Usedom-Krimi: Gute Nachrichten) és un telefilm alemany de 2022 de la sèrie de pel·lícules de ficció policial Crims al Bàltic. Va ser produït per Razor Film Produktion GmbH per a Das Erste en nom d'ARD Degeto i NDR. Es tracta de la dissetena entrega de la sèrie de pel·lícules i es va estrenar el 13 d'octubre de 2022 a Das Erste. S'ha doblat al català per a TV3, que va estrenar-lo el 9 de març de 2025.
La pel·lícula es va rodar del 21 de febrer al 25 d'abril de 2022 a l'illa d'Usedom al mar Bàltic, a Brandenburg i Berlín.
La primera emissió el 2022 va ser vista per 6,83 milions d'espectadors a Alemanya i va aconseguir una quota de mercat del 26,4% al canal alemany Das Erste.